# Codexul Teodosian
Codexul Teodosian (Lat. Codex Theodosianus) este o colecție oficială de decrete imperiale voită de împăratul roman de răsărit Teodosiu al II-lea. După o fază de gestație de nouă ani, codicele a fost publicat pe 15 februarie 438 și a intrat în vigoare pe 1 ianuarie 439.

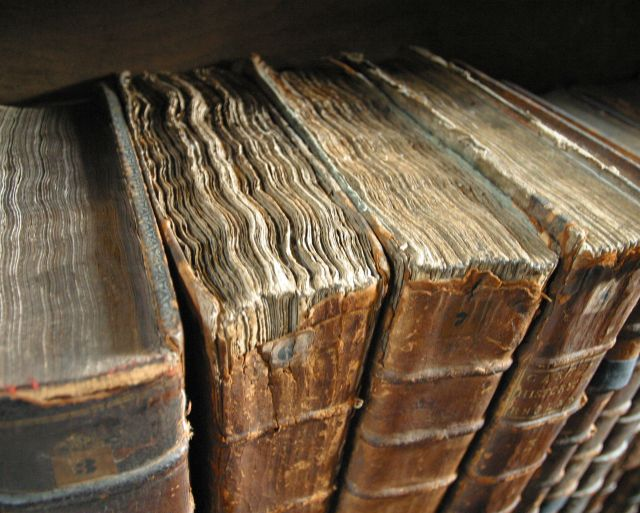
Colecţie de codice

## Faza de gestație a operei
Primul proiect de codificare datează din 429, an în care - în luna lui martie - Teodosiu al II-lea emană la Costantinopol o constituție imperială prin care însărcina o comisie formată din nouă membri să creeze două codice. Primul trebuia să conțină constituțiile imperiale emanate de la împăratul Constantin până la el (Teodosiu). Cel de-al doilea codice trebuia să conțină și textele de jurisprudență luate din operele celor mai importanți jurisconsulți romani. În redactarea celor două codice, comisarii (opt funcționari împărătești: Antioh, Theodor, Eudiciu, Eusebiu, Ioan, Comazonte, Eubul; și un jurisconsult: Apelle) nu aveau nici un permis să interpoleze texte.
În luna decembrie a anului 435 Teodosiu al II-lea, dându-și seama de falimentul acestui proiect, a emanat o nouă constituție prin care încredința munca unei comisii de șaisprezece membri cu datoria de a redacta numai un singur codice care să conțină constituțiile imperiale de până atunci. De data aceasta comisarii aveau permisiunea de a interpola în textele constituțiilor adunate (cu scopul de a le adapta noilor exigențe ale imperiului). Opera acestei comisii a văzut lumina pe 15 februarie 438.
În același an, colecția a fost trimisă și în partea occidentală a Imperiului. Senatul roman a primit-o cu bucurie și a aclamat-o în plenul unei sesiuni. Astfel, codicele a intrat în vigoare în prima zi a anului următor pe tot teritoriul imperiului.

## Compoziția operei
Codexul Teodosian este compus din șaisprezece cărți (libri); fiecare din aceste cărți împărțită în titluri și fiecare titlu este marcat (distinct) de o rubrică care îi indică argumentul. Constituțiile imperiale inserate în colecție sunt dispuse cronologic. Fiecare dintre aceste Constituții poartă scris numele împăratului care a emanat-o, numele destinatarului, locul și data emanării ei.

## Ediție de referință
Ediția de referință pentru Codexul Teodosian este „Mommsen-Meyer”, Theodosiani libri XVI cum constitutionibus Sirmondianis et leges Novellae ad Theodosianum pertinentes, 1971

## Literatură
- ACTI. Auxilium in Codices Theodosianum Iustinianumque investigandos, Iole Fargnoli (cur.), LED Edizioni Universitarie, Milano 2009, ISBN 978-88-7916-403-0
- Alexander, Michael C. (1995). „Review: The Theodosian Code by Jill Harries; Ian Wood”. Law and History Review. University of Illinois Press. 13 (1): 190–192.
- Buckland, W. W. (1993). A Textbook of Roman Law from Augustus to Justinian. Cambridge: Cambridge University Press. pp. 37–38.
- Lenski, Noel (February -March , 2003). „Review: Laying Down the Law. A Study of the Theodosian Code by John Matthews”. The Classical Journal. The Classical Association of the Middle West and South, Inc. 98 (3): 337–340. Verificați datele pentru: |date= (ajutor)
- Martin, Susan D. (October , 1995). „Review: The Theodosian Code by Jill Harries; Ian Wood”. The American Journal of Legal History. Temple University. 39 (4): 510–511. Verificați datele pentru: |date= (ajutor)
- Matthews, John F. (2000). Laying Down the Law: A Study of the Theodosian Code. New York, NY: Yale University Press.
- Tellegen-Couperus, Olga (1993). A Short History of Roman Law. New York, NY: Routledge. pp. 138–141.
- Codex Theodosianus. Liber V - Le Code Théodosien, Livre V. Texte latin d'après l'édition de Th. Mommsen. Traduction française, introduction et notes. Éd. par Sylvie Crogiez, Pierre Jaillette, Jean-Michel Poinsotte. Turnout, Brepols, 2009 (Codex Theodosianus - Le Code Théodosien (CTH), vol. 5).